# Аӏ
Аӏ, aӏ — кириллический диграф, используемый в письменностях арчинского, кайтагского, рутульского и цахурского языков. Присутствует в проекте алфавита бежтинского языка.

## Использование
В арчинском языке с помощью диграфа передаётся фарингализованный неогублённый гласный среднего ряда нижнего подъёма [äˁ]. В рутульском и цахурском языках диграф передаёт фарингализованный неогублённый гласный переднего ряда нижнего подъёма [ɑˤ]. 
В рутульском языке диграф может использоваться для обозначения «умлаутированного» краткого гласного. 
Пример использования в арчинском языке: AIнш — «яблоко».  